# St. Laurentius (Salza)

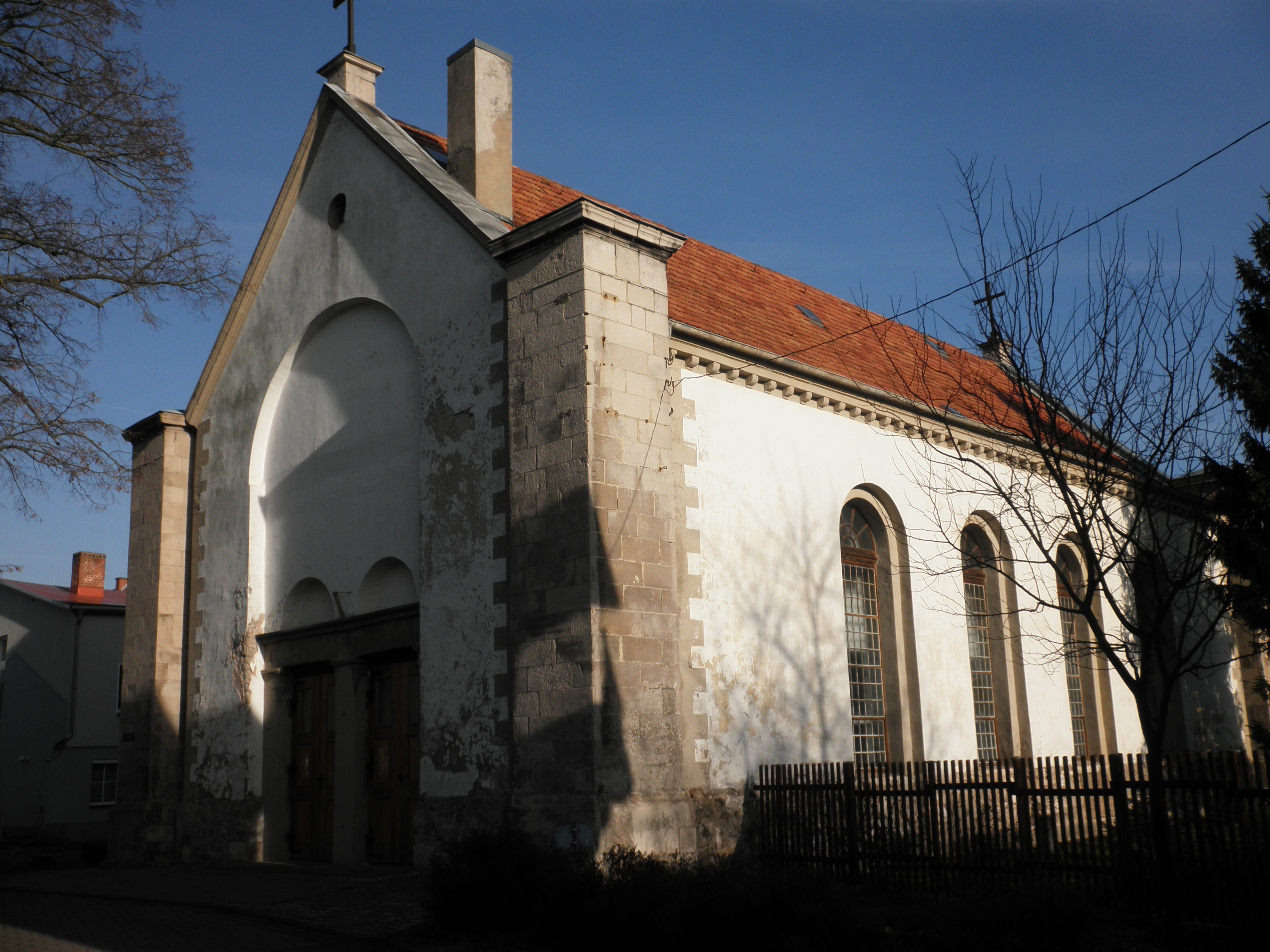
St. Laurentius

Die evangelische Kirche St. Laurentius steht im Stadtteil Salza der Stadt Nordhausen im Landkreis Nordhausen in Thüringen.

## Geschichte

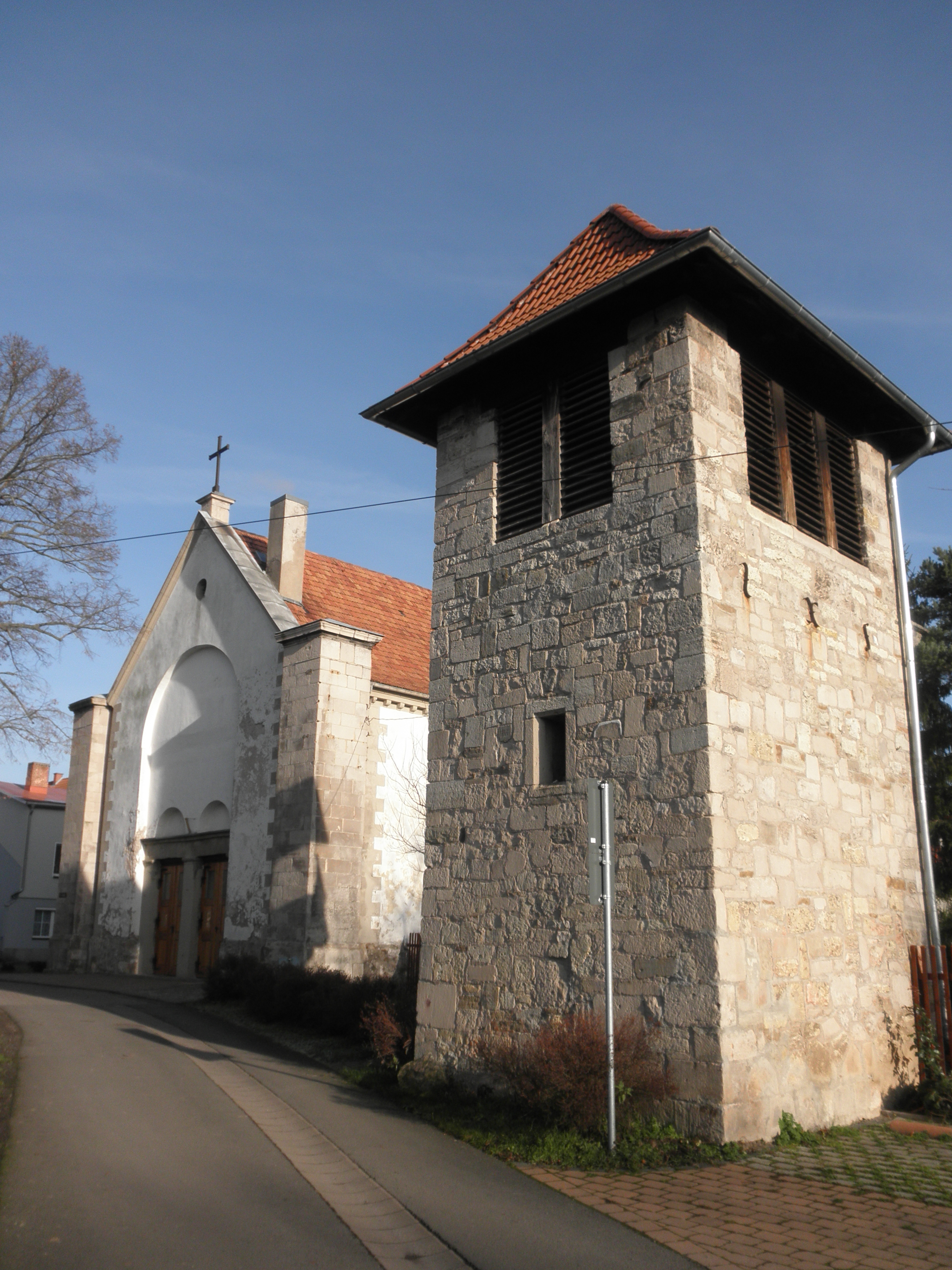
Glockenturm

Im Jahre 1550 bewirtschaftete die Familie von Thomas das Rittergut in Salza. 1510 erlangte der Bürger Cyliax Ernst vom verschuldeten Grafen von Hohnstein als Gläubiger alle Rechte und Besitzungen über Salza. Es wird vermutet, dass beide wohlhabenden Bürger den Bau eines Gotteshauses unterstützten und mitfinanzierten, denn das Patronat hatte Ernst inne, und im Turmgewölbe besaß die Familie Thomas eine Gruft.
Die Kirche St. Laurentii wurde in der Mitte des 16. Jahrhunderts aufgeführt. Das Pastorat (1558) und die noch vorhandene älteste Glocke (1566) stammen aus dieser Zeit. Der Kirchbau war geostet mit Westturm und hatte zeitgenössischen Zeichnungen zufolge eine gewisse Ähnlichkeit mit der Kirche St. Philippi in Kleinwerther.
Mit dem Anwachsen der Bevölkerung erwies sich diese Kirche als zu klein und wurde 1837 samt Turm abgetragen. Unmittelbar danach begann man mit dem Bau einer neuen, spätklassizistischen Saalkirche. Diese entsprach dem Normalkirchenplan des königlich preußischen Architekten Karl Friedrich Schinkel, jedoch wurde auf einen Glockenturm verzichtet. Eine starke Ähnlichkeit besteht mit der Dorfkirche Annenwalde in Brandenburg, die ebenfalls eine Normalkirche Schinkels ist.
Ein Glockenturm wurde erst im Jahr 1952 mit 6000 Steinen aus den Trümmern der Nordhäuser Jacobi-Kirche erbaut. Die Glocken standen über einhundert Jahre im Freien.

## Inneneinrichtung
Im Jahre 1888 wurde eine von Robert Knauf aus Bleicherode gefertigte Orgel mit 17 Registern angeschafft.
Das Kruzifix erarbeitete der Künstler Dario Malkowski. Der Taufstein aus dem 10. oder 11. Jahrhundert ist der älteste Gegenstand der Kirche.
1975 erfolgte die Neugestaltung des Altarraums, die Kupferbilder im Vorraum wurden angebracht, und das Gestühl wurde erneuert.